# Férfi

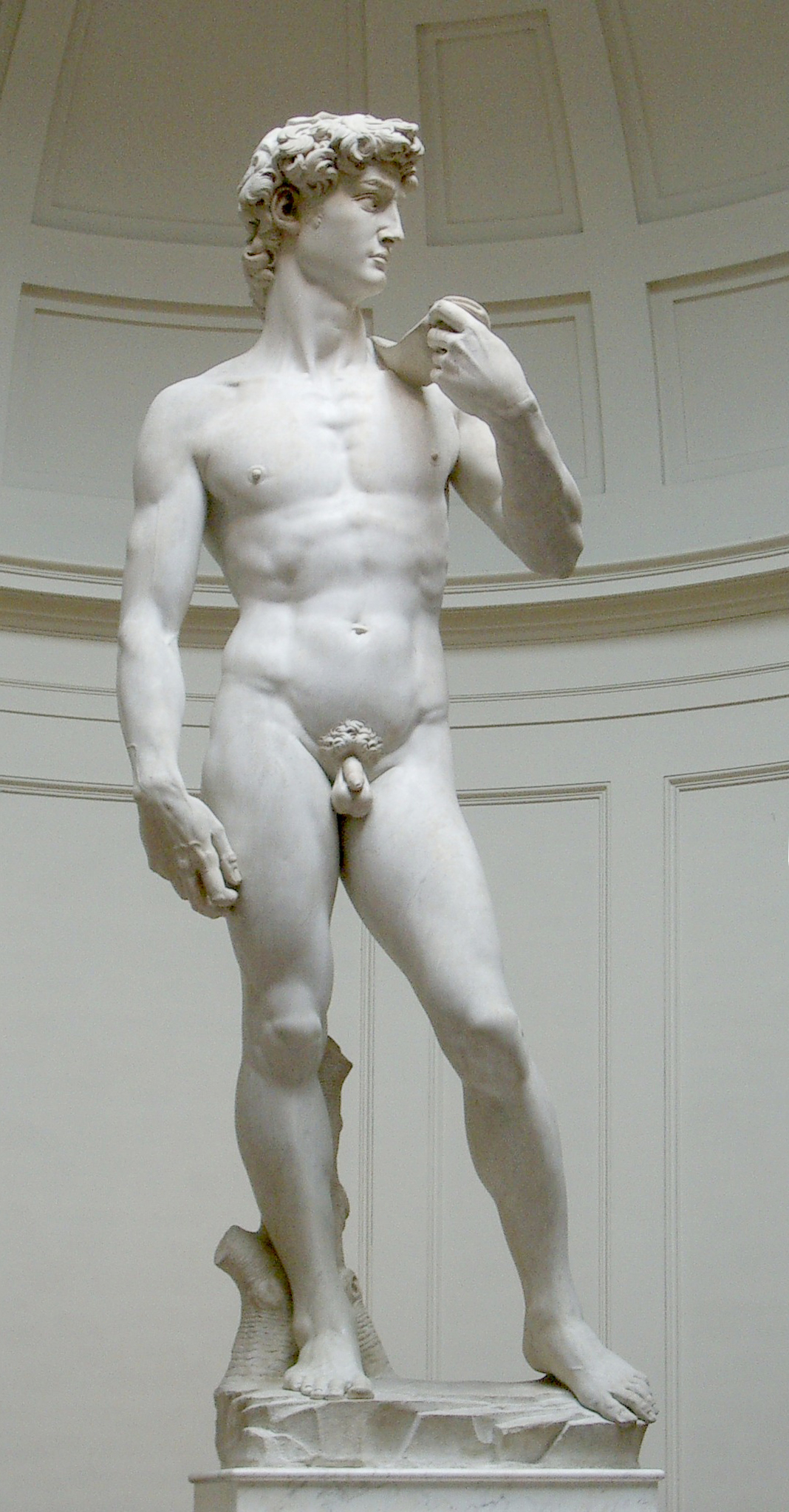
Michelangelo Dávid-szobra a fiatal férfi szépségének klasszikus megtestesítője a nyugati művészetben

A férfi a biológiai értelemben vett hímnemű felnőtt ember elnevezése, szemben a nőnemű felnőtt emberrel, a nővel.
Jogi értelemben férfi az, akit a külső nemi jellege alapján, születésekor fiúnak (férfinek) anyakönyveztek.
Az ivart meghatározó XY rendszer egy elég jól ismert ivart meghatározó rendszer, a férfi tipikusan az X kromoszómát az anyjától az Y kromoszómát pedig az apjától örököli.
A férfi magzat rendszerint több tesztoszteront és kevesebb ösztrogént termel mint egy női magzat. Ez a két magzat közötti különbség nagyban felelős a pszichológiai különbségekért ami megkülönbözteti a nőt és a férfit.
A pubertás alatt, a hormonok amik a tesztoszteron szint serkentéséért felelnek okozzák a másodlagos nemi tulajdonságok kifejlődését ami tovább növeli a két nem közötti különbséget.
A pubertáskorban kialakuló másodlagos nemi jegyek közül kifejezetten a férfiakra jellemző széles váll, keskeny csípő, a mélyebb beszédhang és az arcszőrzet (szakáll). A férfiak átlagos testmagassága 160–180 cm körül van. A férfiak általában nagyobb izomtömeggel rendelkeznek a nőknél. A születendő gyermek nemét egyetlen kromoszómapár határozza meg a 23-ból.

## Biológia
Az embereknél a születendő ember neme a megtermékenyítéstől el van döntve ugyanis ha egy spermium sejt X kromoszómát tartalmaz akkor a születendő ember neme lány (XX), viszont ha Y kromoszómát tartalmaz akkor nagy valószínűséggel fiú (XY). Azokat akiknek ettől eltérő anatómiájuk vagy kromoszóma felépítésük van interszexuálisnak nevezzük.
Az elsődleges nemi tulajdonságok a születéstől kezdve megjelennek és lényegesek a szaporodáshoz. Ez férfiaknál a péniszt és a heréket foglalja magába.
A másodlagos nemi tulajdonságok a következők:
- Arcszőrzet
- Mellszőrzet
- Szélesebb vállak
- Megduzzadt ádámcsutka
- Hang ami lényegesebben mélyebb mint egy gyerek vagy egy nő hangja.

### Szaporodási szerv
Egy férfi szaporodási szerve magában foglalja a férfi külső és egy belső nemi szerveit. Külső nemi szerv a pénisz, a férfi húgycső és a herezacskó. Belső nemi szerv a here, a prosztata, a mellékherék, az ondóüreg, az ejakulációs csatorna és a Cowper mirigyek.
A férfi szaporodási szerv feladata az ondó termelés ami spermasejtet tartalmaz hogy tudjon egyesülni egy női petesejttel.

A tudományágat ami a férfi szaporodást vizsgálja andropológiának hívják

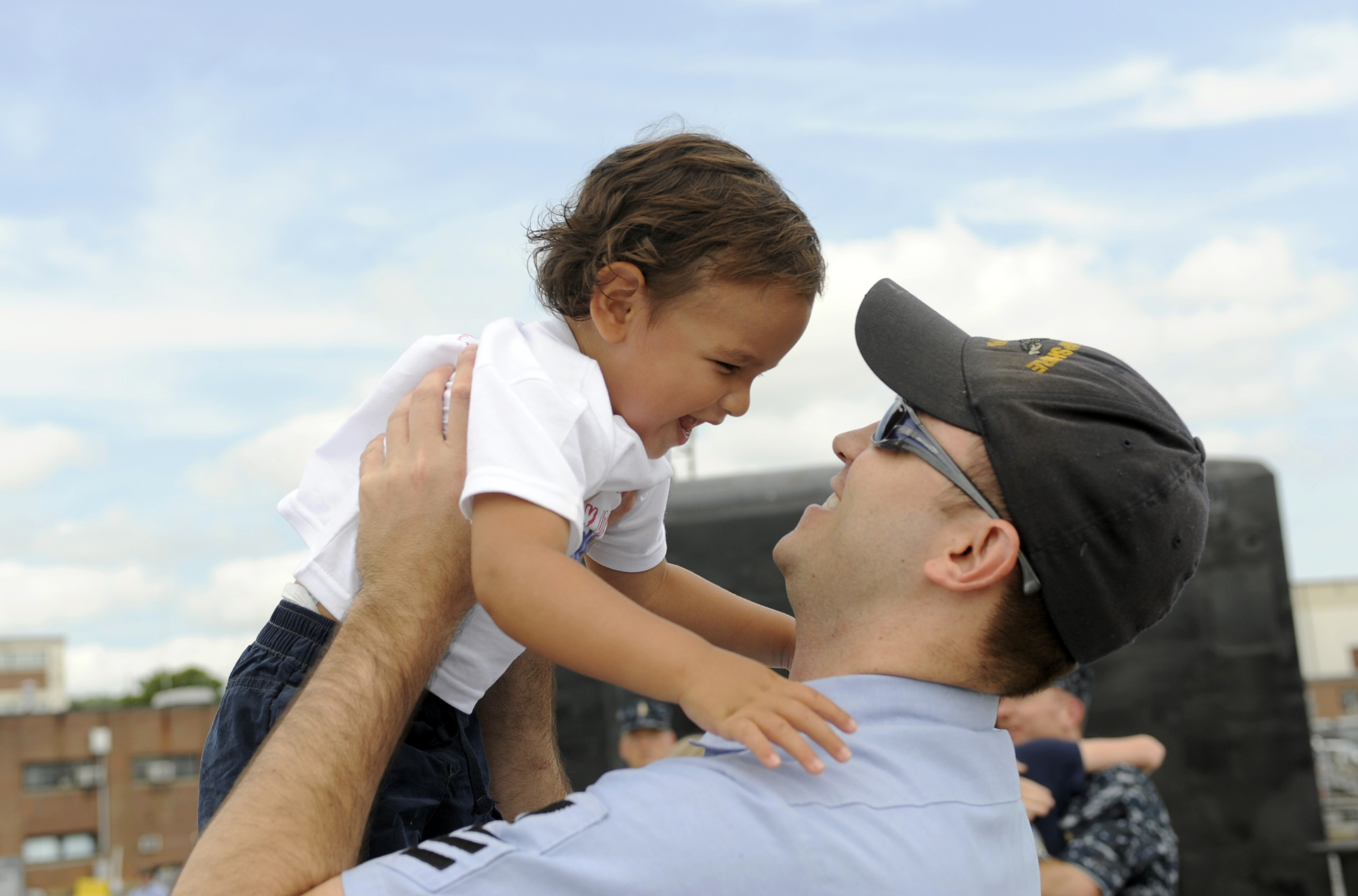
Apa és gyermeke

## Férfiasság
A férfiasság vagy más néven maszkulinitás olyan tulajdonságok és szerepek összessége, amelyeket tipikusnak, helyénvalónak vagy elvárandónak tartanak a fiúkra és férfiakra nézve. 3–6 éves kor közötti időszak „az epigenetikai, fejlődéslélektani tudományos bizonyítékok szerint a saját nemmel való azonosulás szenzitív időszaka”. Az egészséges gyermeknevelés ebben az időszakban a biológiai nemmel való pszichikai azonosulást segíti. A férfiasság fogalma történetileg és kulturálisan változó: bár a XIX. század férfiideálja a dandy volt, modern elképzelések szerint nőiesnek mondanánk. A maszkulin normák Ronald F. Levant leírása szerint a "nőiesség elkerülése, visszafogott érzelmek, a szex leválasztása az intimitásról, a teljesítmény és státusz hajszolása, az egyén önmagára támaszkodása, erő, agresszió és homofóbia". Ezek a normák megerősítik a nemi szerepeket azáltal, hogy ezeket a tulajdonságokat csak egy nemhez kötik.
A férfiak és a nők is rendelkezhetnek férfias tulajdonságokkal, illetve viselkedhetnek férfiasan. Androgünnek hívjuk azokat, akik egyszerre rendelkeznek férfias és nőies jegyekkel. Feminista filozófusok szerint ez a nemi kettősség elmoshatja a nemi kategóriákat.

## Híres férfiak a történelem során
Ámbár a történelem során általában a férfiak rendelkeztek több hatalommal, magasabb pozíciókkal a társadalmakban (még ha ezt kultúránként sokféle hatás ellensúlyozta is), ma a legtöbb kultúrában a férfi és a nő jogilag egyenrangú. Mindazonáltal a nemi szerepek miatt a történelem meghatározó személyiségeinek túlnyomó része férfi, ideértve elsősorban a különféle uralkodókat és  vezetőket, mint például Julius Caesar, Napóleon Bonaparte, George Washington, Winston Churchill, vagy Vlagyimir Putyin.